# Рафалович Ісаак Олександрович
Ісаак Олександрович Рафалович (16 березня 1929, Балта, Молдавська АРСР — 9 лютого 1979, Кишинів) — молдавський радянський археолог.

## Біографія
Закінчив історичний факультет Кишинівського університету в 1954 році . Викладав історію в школі, потім — науковий співробітник Інституту історії академії наук Молдавської РСР (згодом старший науковий співробітник). Дисертацію кандидата історичних наук за темою «Слов'яни VI—IX століть в Молдавії» захистив в 1968 році під науковим керівництвом Г. Б. Федорова (видана в розширеному вигляді окремої монографією в 1972 році) .
Автор праць зі слов'янської археології середньовіччя на території сучасної Молдови (черняхівської культури в межиріччі Дністра і Прута). Керував розкопками поселень в Хуче під Шаптебань (1962—1963), Одая (1963), Реча (1966), Ханський (1971), могильника і ранньослов'янського городища пеньківської культури у села Селіште (1969—1972) і в Денченях (1978—1979) Брав участь в розкопках у сіл Німорени (1959), Лозове (1960) та інших. Помер від нападу астми в 1979 році. .

## Монографії
- Нариси історії культури Молдавії (II—XIV ст.). Академія наук Молдавської РСР. Відділ етнографії та мистецтвознавства. Кишинів: Штиинца, 1971. — 177 с.
- Слов'яни VI—IX століть в Молдавії. Під редакцією Г. Б. Федорова. Академія наук Молдавської РСР, Інститут історії. Кишинів: Штиинца, 1972. — 244 с.
- Скарби пиркалаба Гангур. Кишинів: Карта молдовеняска, 1973. — 118 с.[16]
- Комо-ара пиркалабулуй Гангур (на молдавською мовою, з Н. А. Кетрару). Кишинів: Карта молдовеняске, 1975. — 128 с. (перевидано — Comoara pârcălabului Gangur. Кишинів: Biblioteca «Tyragetia», 2002).[17]
- Данча. Могильник черняхівської культури III—IV ст. н. е. Академія наук МРСР. Відділ етнографії та мистецтвознавства. Кишинів: Штиинца, 1986. — 218 с.

## Під редакцією І.А.Рафаловича
- Археологічні дослідження в Молдавії в 1968—1969 рр. АН Молдавської РСР, Інститут історії. Кишинів: Штіінца, 1972. — 260 с.